# František Šamberger

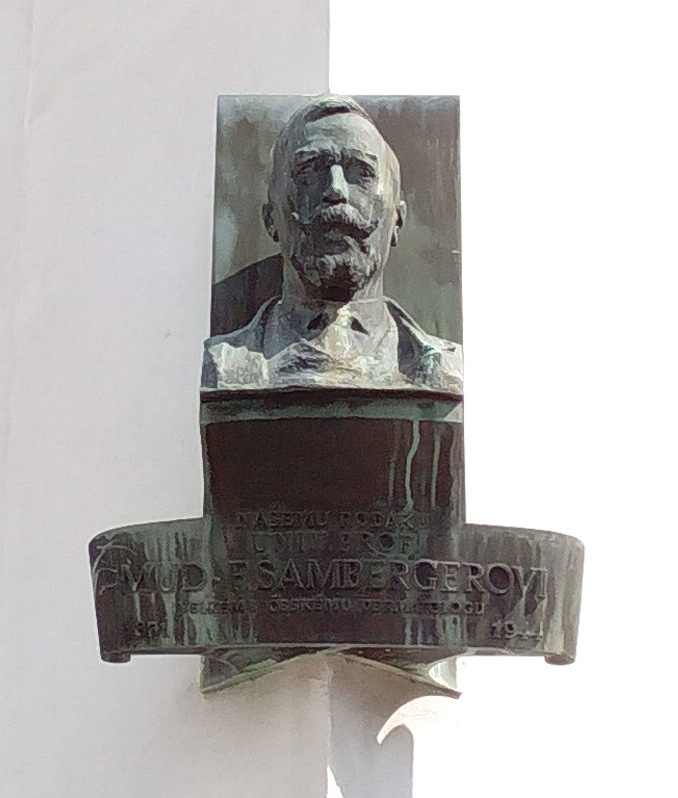
Busta Františka Šambergera v Koutě na Šumavě

František Šamberger (12. února 1871, Kout na Šumavě – 9. prosince 1944, Praha) byl český lékař působící v oboru dermatovenerologie.

## Život
V roce 1896 promoval na lékařské fakultě Univerzity Karlovy v Praze. Od roku 1900 zde působil na kožní klinice, kterou roku 1918 převzal po profesoru Vítězslavu Janovském, a byl jejím přednostou až do roku 1939. Byl profesorem kožních a venerických chorob na Univerzitě Karlově v Praze a zasloužil se o rozvoj české dermatovenerologie. Zabýval se endokrinologií a patogenezí kožních onemocnění. Vypracoval vlastní systém klasifikace kožních chorob. Založil časopis Česká dermatologie, jehož redaktorem byl od konce prvního ročníku po dobu 39 let.
Je pohřben na Vinohradském hřbitově v Praze.

## Dílo
- Dermatologie (1913–1923)
- Atlas chorob kožních (1927–1930)
- Psychogenní afekce kožní (1944)